# Holger Fach
Holger Fach (født 6. september 1962) er en tidligere tysk fodboldspiller – og nuværende træner, senest i FC Augsburg. Som spiller fungerede han oftest som defensiv midtbanespiller, men blev i perioder også brugt i det centrale forsvar. I 1995 vandt han sammen med Borussia Mönchengladbach den tyske pokalturnering.
Han opnåede i øvrigt at spille 5 A-landskampe for det tyske landshold – og var med til at vinde bronze ved de Olympiske Lege i Seoul, 1988. 
I sin periode som spiller fra 1981 til 1999 nåede Holger Fach at optræde i følgende klubber: Fortuna Düsseldorf (1981-1987, 1996-1997 og 1998-1999), Bayer Uerdingen (1988-1991), Borussia Mönchengladbach (1991-1995), Bayer Leverkusen (1995-1996) og 1860 München (1997), mens han som træner ligeledes har været vidt omkring i Tyskland; Bayer Wuppertal (1999-2000), Borussia Mönchengladbach II (2001-2003), Rot-Weiss Essen (2003), Borussia Mönchengladbach (2003-2004), VfL Wolfsburg (2005), SC Paderborn (2007-2008) og altså senest Augsburg (2008-2009).